# Рогель, Шпела
Шпела Рогель (словен. Špela Rogelj, род. 8 ноября 1994 года, Любляна) — словенская прыгунья с трамплина; серебряный призёр чемпионата мира 2021 года в командных соревнованиях, победительница этапов Кубка мира.

## Карьера
На международных соревнованиях под эгидой FIS дебютировала в тринадцатилетнем возрасте на этапе континентального кубка в Доббиако в январе 2008 года и заняла на нём 24 место.
В 2009 году впервые выступила как на молодёжном, так и на взрослом чемпионатах мира. В обоих стартах словенка заняла 30 место в личном зачёте.
На первом в истории старте женского Кубка мира, который прошёл в декабре 2011 года в Лиллехаммере Рогель замкнула десятку сильнейших, сразу же набрав первые кубковые очки.
В 2014 году Шпела Рогель вошла в состав сборной Словении на Олимпиаду в Сочи. Там женщины выступали только в одном виде программы, и словенка заняла в нём 26 место.
Спустя три года после своего дебюта в Кубке мира Рогель одержала свою первую победу, выиграв первый этап сезона 2014/15, который прошёл в Лиллехаммере.
23 января 2021 года выиграла этап Кубка мира в командах. 26 февраля 2021 года Шпела впервые стала медалисткой чемпионата мира, выиграв серебряную награду в командном турнире на нормальном трамплине.

## Результаты на крупнейших соревнованиях

### Олимпийские игры
| Олимпийские игры | Возраст | Нормальный трамплин | Нормальный трамплин, смешанная команда |
| ---------------- | ------- | ------------------- | -------------------------------------- |
| 2014 Сочи        | 19      | 26                  | н/д                                    |
| 2018 Пхёнчхан    | 23      | 22                  | н/д                                    |
| 2022 Пекин       | 27      | 9                   | —                                      |

### Чемпионаты мира
| Год  | Место проведения | Нормальный трамплин | Большой трамплин | Командное первенство | Смешанные команды |
| ---- | ---------------- | ------------------- | ---------------- | -------------------- | ----------------- |
| 2009 | Либерец          | 30                  | —                | —                    | —                 |
| 2011 | Осло             | 21                  | —                | —                    | —                 |
| 2013 | Валь-ди-Фьемме   | 13                  | —                | —                    | 8                 |
| 2015 | Фалун            | 10                  | —                | —                    | 5                 |
| 2017 | Лахти            | 22                  | —                | —                    | —                 |
| 2019 | Зефельд          | 22                  | —                | 4                    | —                 |
| 2021 | Оберстдорф       | —                   | —                | 2                    | —                 |

### Победы на этапах Кубка мира
По состоянию на 23 февраля 2015 
| № | Дата           | Место       |
| - | -------------- | ----------- |
| 1 | 5 декабря 2014 | Лиллехаммер |

### Выступления на молодёжных чемпионатах мира
| Год  | Место проведения | Личное первенство | Командное первенство |
| ---- | ---------------- | ----------------- | -------------------- |
| 2009 | Штрбске-Плесо    | 30                | —                    |
| 2011 | Хинтерцартен     | 16                | —                    |
| 2011 | Отепя            | 2                 | —                    |
| 2012 | Эрзерум          | 5                 | 3                    |
| 2013 | Либерец          | 7                 | 1                    |
| 2014 | Валь-ди-Фьемме   | 8                 | 2                    |